# Арабаджи Володимир Васильович
Володи́мир Васи́льович Араба́джи (4 квітня 1950 — 5 липня 2003) — український політик, колишній Народний депутат України.

## Освіта
Приазовський сільськогосподарський технікум (1967 — 1970). Херсонський сільськогосподарський інститут (1978 — 1983), зооінженер.

## Трудова діяльність
- 1970 — 1972 — служба в армії.
- 1972 — 1977 — завідувач ферми, помічник бригадира колгоспу «Батьківщина» Першотравневого району Донецької області.
- 1977 — 1984 — зоотехнік, головний зоотехнік колгоспу імені Ілліча Бердянського району Запорізької області.
- З січня 1985 — голова правління колгоспу «Нива» Бердянського району.

## Політична діяльність
Народний депутат України 3-го скликання з 12 травня 1998 до 14 травня 2002 від виборчого округу № 79, Запорізької області. На час виборів: голова правління колективного господарства «Нива» (Запорізька область, Бердянський район, село Успенівка), член Аграрної партії України. Член фракції «Громада» (травень 1998 — листопад 1999), член фракції СДПУ(О) (листопад 1999 — лютий 2000), член групи «Солідарність» (з лютого 2000). Член Комітету з питань соціальної політики та праці (з липня 1998).
Квітень 2002 — кандидат в народні депутати України за виборчім округ № 80 Запорізької області, висунутий Виборчім блоком політичних партій "Блок Віктора Ющенка «Наша Україна». «За» 15.85 %, 2 місце з 16 претендентів. На час виборів: народний депутат України, член Партії «Солідарність».
Був членом Аграрної партії України (з січня 1997), членом Партії «Солідарність», членом Партії регіонів.

## Родина
Народився в сім'ї селянина. Грек. Дружина Валентина Федорівна (1953) — інспектор відділу кадрів КСП «Нива».
Син Станіслав (1974) — економіст, дочка Наталія (1980) — студентка.

## Нагороди
Заслужений працівник сільського господарства України (від листопада 1994).